# Rorippa dietrichiana
Rorippa dietrichiana är en korsblommig växtart som beskrevs av Hewson. Rorippa dietrichiana ingår i släktet fränen, och familjen korsblommiga växter. Inga underarter finns listade i Catalogue of Life.